# Lycorea persephone
Lycorea persephone är en fjärilsart som beskrevs av Jose Francisco Zikán 1940. Lycorea persephone ingår i släktet Lycorea och familjen praktfjärilar. Inga underarter finns listade i Catalogue of Life.